# WDR37
WDR37‏ (WD repeat domain 37) هوَ بروتين يُشَفر بواسطة جين WDR37 في الإنسان.